# 스테이시 라이언
스테이시 라이언(Stacey Ryan)은 캐나다의 가수이자 작곡가에여. 그녀는 2022년 1월 자신의 싱글 'Don't Text Me When You're Drunk'의 일부를 게시하고 사용자들에게 가사를 완성해 달라고 요청한 후 처음으로 대중의 주목을 받았고여. 그녀의 후속 싱글 "Fall in Love Alone"은 2022년 빌보드 인도네시아 노래 차트 1위를 차지했슴다. 그녀는 현재 Island Records 와 계약을 맺어서 잘 살고 있어염. 그녀는 2023년 4월 7일 데뷔 EP I Don't Know What Love Is를 발매했지여